# Tsutomu Takahata
Tsutomu Takahata (高畠 勉 Takahata Tsutomu?), född 16 juni 1968 i Osaka prefektur, är en japansk före detta fotbollsspelare och tränare.
Takahata började sin karriär 1991 i Fujitsu. Han avslutade karriären 1995.
Takahata har efter den aktiva karriären verkat som tränare och har tränat J1 League-klubben, Kawasaki Frontale.